# Château de Bellevue (Albi)
Pour l’article homonyme, voir Château de Bellevue.
Le château de Bellevue, ou château Bellevue, est un château du XXe siècle situé à Albi, dans le Tarn, en région Occitanie (France). Inscrit monument historique, il se trouve sur le site d'un château plus ancien datant de la fin du XVIIe siècle.

## Historique

### Origine
Le premier château de Bellevue est construit en 1685 ; néanmoins, l'édifice actuel date entièrement de 1933, date à laquelle il est rebâti par l'architecte Léon Daures, sur commande de Léopold Malphettes (1882 - 1965), riche industriel albigeois. Ce dernier, passé par Centrale Paris, a hérité de la fortune familiale et construit une florissante usine de ciment à Ranteuil en 1912.
D'après les plans établis par l'architecte, les travaux du jardin sont finis vers 1952.

### Histoire récente
En 1960, le potager est offert à la ville d'Albi afin de permettre la construction du lycée Bellevue. La famille Malphettes possède le lieu jusqu'au début des années 2000.
Depuis 2015, un projet prévoit de séparer l'édifice en onze appartements de haut-standing, ainsi que sa restauration complète pour 1,4 million d'euros. Les travaux ont été largement retardés par le recours en justice d'un citadin. En vain, il est depuis 2019 résidentiel.
Le château de Bellevue est inscrit au titre de monument historique par arrêté du 3 avril 2014.

## Architecture
Le château de Bellevue a pour base des murs en ciment, parfaitement recouverts de briques foraines. Cette particularité est due au fait que le commanditaire, Léopold Malphettes, a fait fortune grâce à la production de ciment. Les façades de ce bâtiment rectangulaire sont inspirées du XVIIe siècle, la principale étant dotée d'un double perron, d'une loggia et d'une terrasse couverte à l'étage. La massive porte d'entrée en bois possède des vantaux moulurés et un tympan en fer forgé. La remarquable tour d'escalier, faisant angle à l'Ouest, est coiffée d'un toit conique surmonté d'un petit campanile à colonnes. La façade arrière s'ouvre quant à elle sur un patio aux angles duquel se trouve deux édicules remarquables.
Le jardin possède de nombreux motifs pouvant rappeler les rites maçonniques.
L'intérieur du château est dans sa majeure partie décoré façon XVIIIe siècle, avec des boiseries, alcôves et moulures, ainsi que des plafonds à la française, comme dans la bibliothèque. Les différentes pièces du château sont généralement reliées par de larges portes en plein cintre.
Une pierre portant la date de 1685, provenant du château originel et intégrée dans l'édifice actuel, rappelle son existence passé.